# Liste des îles de Trinité-et-Tobago

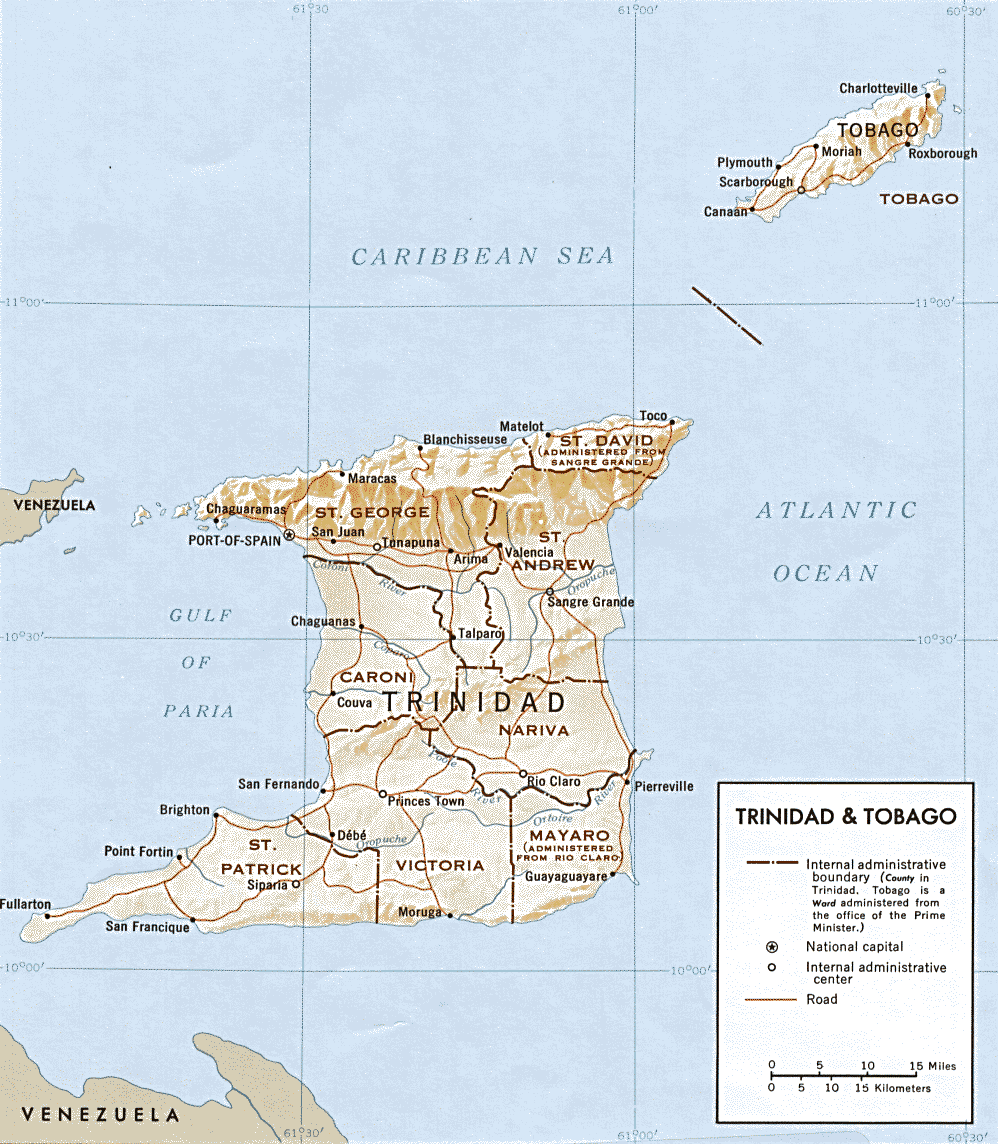
Carte géographique de Trinité-et-Tobago.

La liste des îles de Trinité-et-Tobago répertorie l'ensemble des îles faisant partie du territoire de la république de Trinité-et-Tobago. Bien que constituée de deux îles principales, Trinité et Tobago, la république constitue en fait un archipel formé également de plusieurs autres îles de plus petite envergure.

## Liste
- Trinité
- Tobago
- Îles Bocas
  - Chacachacare
  - Monos
  - Huevos (en)
  - Gaspar Grande
  - Gasparillo
  - Parasol Rocks
  - Cabresse
- Cinq Îles
  - Caledonia
  - Craig
  - Lenagan
  - Nelson
  - Pelican
  - Rock
- Îles San Diego
  - Cronstadt
  - Carrera
- Farallo
- Soldado Rock
- Saut d'Eau
- Little Tobago
- Saint Giles
- Goat
- Sisters' Rock